# منصور مویژا
 منصور مویژا (انگلیسی: Mensur Mujdža؛ زاده ۲۸ مارس ۱۹۸۴) یک بازیکن فوتبال اهل کرواسی است.